# Acritus blighi
Acritus blighi är en skalbaggsart som beskrevs av Yves Gomy 1984. Acritus blighi ingår i släktet Acritus och familjen stumpbaggar. Inga underarter finns listade i Catalogue of Life.